# Bratuchin B-11
Bratuchin B-11 (rusky Братухин Б-11) byl prototyp sovětského transportního vrtulníku zkonstruovaný konstrukční kanceláří OKB-3 Bratuchin v roce 1948, zároveň její poslední typ předtím, než byla OKB v roce 1951 zrušena.

## Vývoj a konstrukce
V roce 1947 vypsalo velení sovětského letectva výběrové řízení na výrobu třímístného vrtulníku, který měl sloužit ke spojovacím a transportním účelům. Vývojem byli pověření tři letečtí konstruktéři – Ivan Pavlovič Bratuchin vyvíjel typ Bratuchin B-11, Alexandr Sergejevič Jakovlev stroj Jakovlev Jak-100 a Michail Leontějevič Mil vrtulník GM-1 (budoucí Mil Mi-1).
Stroj B-11 byl podobné konstrukce jako předchozí typ Bratuchin B-5, tedy se dvěma rotory, z nichž každý byl poháněn radiálním motorem Ivčenko AI-26. Motory byly umístěny v jednotkách na koncích křídel, rotor byl vždy nad touto jednotkou. Byly postaveny 2 prototypy, zalétávány byly v červnu 1948. Letové zkoušky ukázaly problém s rotory při vysokých rychlostech a zároveň s vysokými vibracemi po celém stroji. V srpnu 1948 byl první prototyp uzemněn pro zkoumání. Na druhém prototypu pokračovaly v omezené míře testy, aby se našla příčina problémů.
V srpnu 1948 byl vrtulník předveden na tradiční veřejné letecké přehlídce v Tušinu. 13. prosince 1948 se uvolnil list na pravém rotoru druhého prototypu, což mělo za následek havárii helikoptéry a smrt dvou členů posádky. První prototyp byl poté přestavěn, ale při letových testech v roce 1949 se vyskytly stejné obtíže. Bratuchin ještě vybavil vrtulník novými rotorovými listy v roce 1950, ale vývoj byl záhy zastaven a konstrukční kancelář byla v roce 1951 zrušena.
Výběrové řízení nakonec vyhrál Milův vrtulník Mi-1, který se stal první sériově vyráběnou helikoptérou v Sovětském svazu. Koncepce vrtulníku s dvěma hlavními rotory na křídlech byla poté opuštěna, oživil ji znovu až Michail Leontějevič Mil u typu Mil V-12 (ještě o něco dříve Nikolaj Iljič Kamov u svého typu Ka-22, ale to byl konvertoplán).

## Specifikace
Data z The Illustrated Encyclopedia of Aircraft (Part Work 1982-1985). Orbis Publishing, 1985, str. 839

### Technické údaje
- Průměr hlavních rotorů: 10 m každý
- Délka: 9,76 m
- Prázdná hmotnost:[pozn. 1] 3 398 kg
- Maximální vzletová hmotnost: 3 950 kg[5] – 4 510 kg
- Pohon: 2× pístový motor Ivčenko AI-26GRF, 575 hp každý [5]
- Posádka: 3

### Výkony
- Maximální rychlost: 155 km/h (v 1 500 m)
- Dolet: 328 km
- Dostup: 2 550 m